# Сан-Мигел-де-Сейде
Сан-Мигел-де-Сейде (порт. São Miguel de Seide)  —  населённый пункт и район в Португалии,  входит в округ Брага. Является составной частью муниципалитета  Вила-Нова-де-Фамаликан. Находится в составе крупной городской агломерации Большое Минью. По старому административному делению входил в провинцию Минью. Входит в экономико-статистический  субрегион Аве, который входит в Северный регион. Население составляет 1125 человек на 2001 год. Занимает площадь 0,71 км².